# Île aux Cygnes (Paris)
Île aux Cygnes (il o siɲ; deutsch Insel der Schwäne) ist der Name einer künstlichen Seine-Insel im 15. Arrondissement von Paris.

## Lage
Die 1,3 Hektar große Île aux Cygnes liegt unweit des Eiffelturms und ist 890 Meter lang und 20 Meter breit. Drei Brücken überspannen die Insel und sind auf ihr gelagert, wozu die Insel angelegt wurde. Pont de Bir-Hakeim am nordöstlichen Ende, wo die Seine in zwei Arme geteilt wird, besteht aus zwei Ebenen und mehreren Abschnitten. Ihr 114 Meter langer Brückenteil überquert den breiteren Seinearm, die mittlere Sektion setzt auf den Damm auf, ein 90 Meter langer Teil überspannt den schmaleren Arm der Seine. Die untere Ebene nimmt in der Mitte die Stützen eines Viaduktes auf und an den Seiten die beiden von Bürgersteigen gesäumten Fahrdämme. Über die obere Ebene fährt die Métro. Die Métrolinie 6 bedient die an der Brücke am Südufer liegende Station Bir-Hakeim, die Linie 10 die Haltestelle Javel - André Citroën. Einen halben Kilometer weiter flussabwärts liegt die Eisenbahnbrücke Pont Rouelle, die ebenfalls aus mehreren verschiedenen Abschnitten besteht, etwa einer Bogenbrücke aus Metall ohne Pfeiler über dem rechten Arm, einem steinernen Bogen auf der Insel und einer Brücke mit zwei Unterstützungen im linken Arm der Seine. Sie dient dem Bahnverkehr des nördlichen Zweigs der Linie C der RER und verbindet den Bahnhof Champ de Mars - Tour Eiffel mit dem Haltepunkt Avenue du Président Kennedy. Bei der Pont de Grenelle am südwestlichen Ende der Insel, fließen zu Füßen einer Freiheitsstatue die beiden Arme der Seine wieder zusammen. Es ist eine von fünf Freiheitsstatuen in Paris.

## Allée des Cygnes
Auf der autofreien Île aux Cygnes verläuft in Nordost–Südwest-Richtung die elf Meter breite, von 322 Bäumen eingerahmte Allée des Cygnes. Sie erschließt die zwischen Juli und Oktober 2012 renovierte, als Erholungsgebiet genutzte Insel.

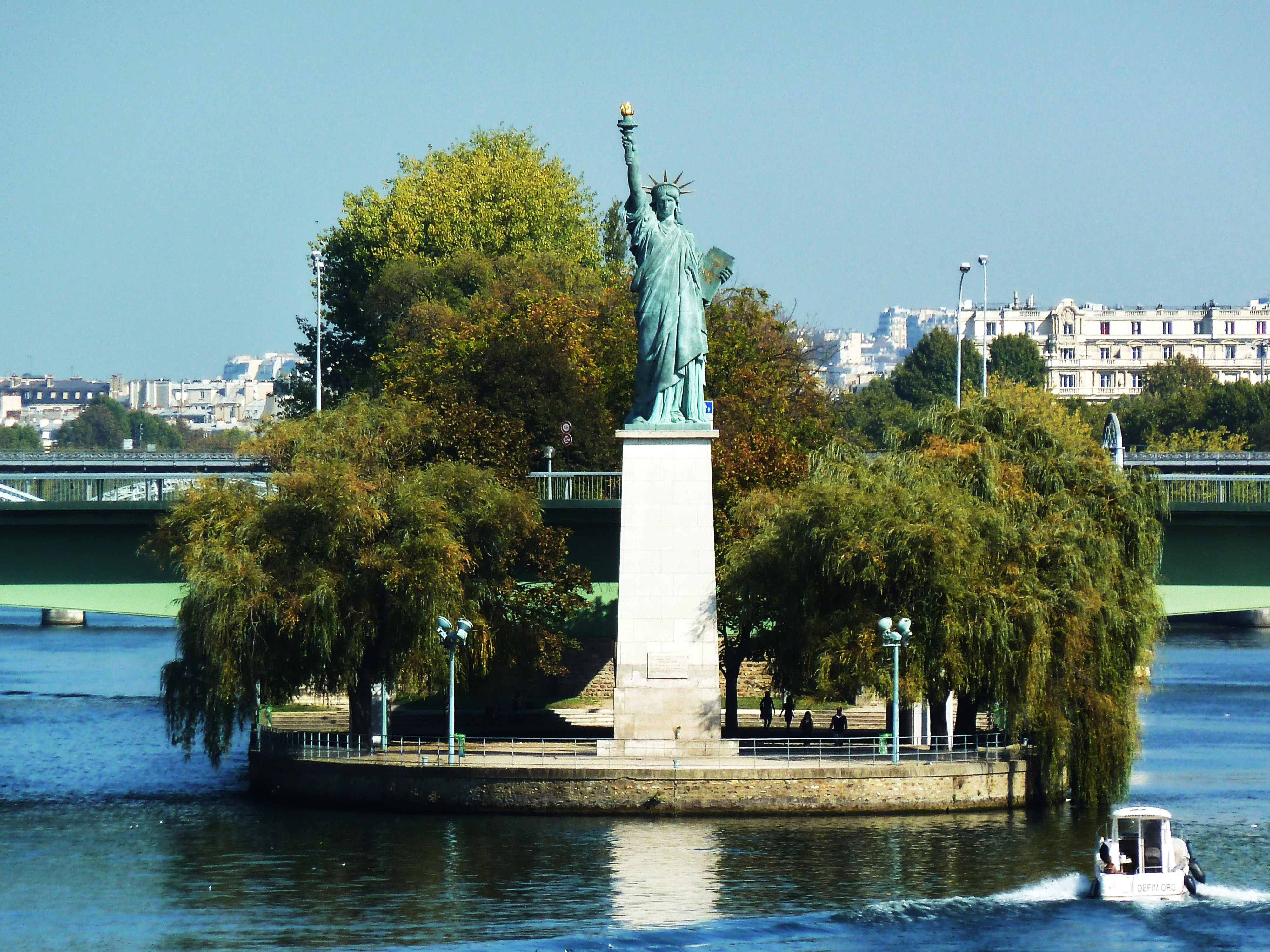
Paris – Île aux Cygnes vom Pont Mirabeau aus (Oktober 2011)
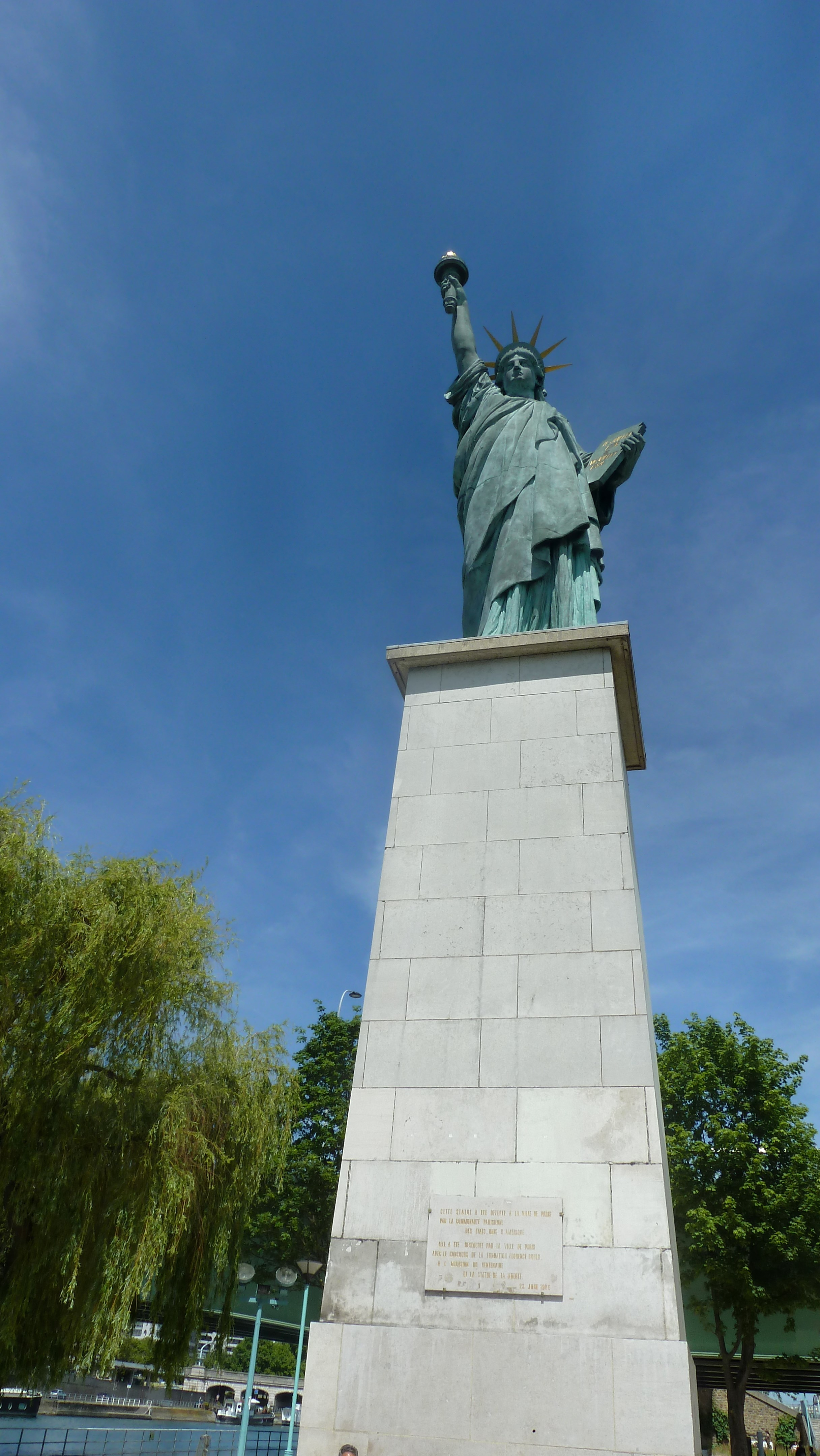
Île aux Cygnes – Liberty Statue (Abguss vom originalen Gipsmodell, 1889; Foto Juni 2015)
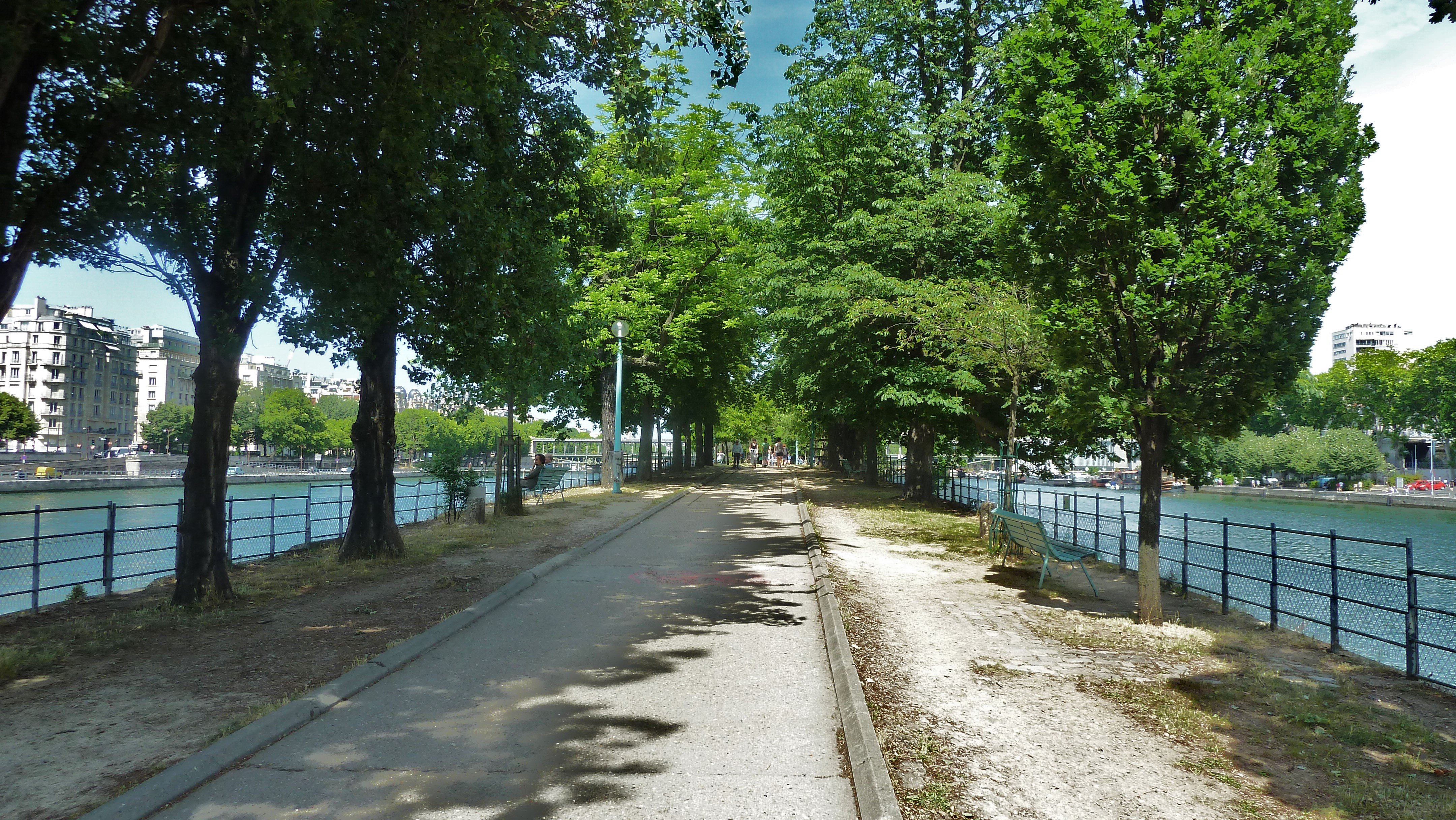
Île aux Cygnes – Allée des Cygnes (Juni 2015)
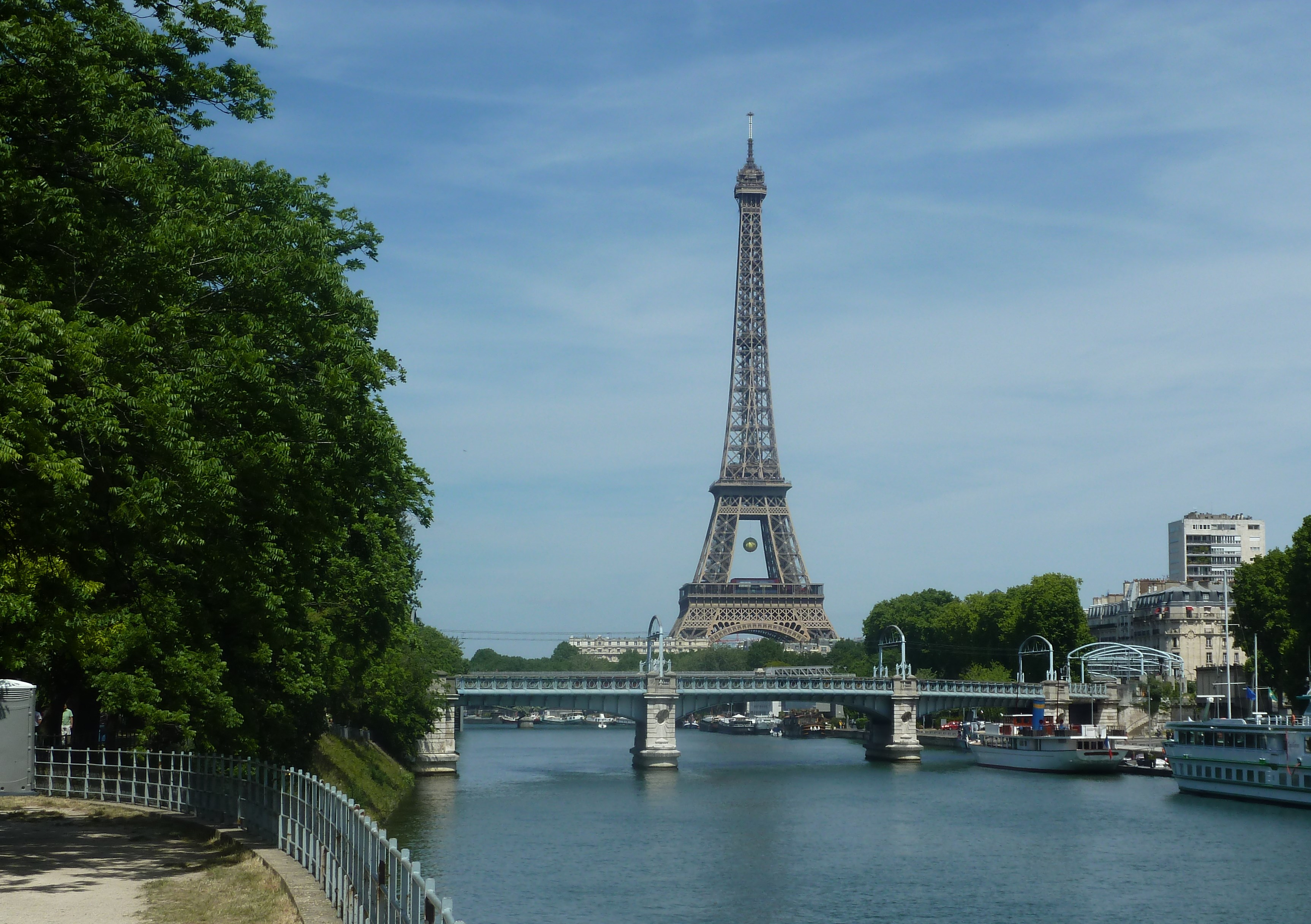
Île aux Cygnes – Pont de Bir-Hakeim (Juni 2015)

## Geschichte
Die Île aux Cygnes wurde ab 1825 in der Seine künstlich aufgebaut. Sie entstand flussabwärts (südwestlich) einer Biegung, in der vormals eine Insel gelegen war, die zunächst Île Maquerelle, dann Île des Cygnes hieß und ab 1786 mit dem linken kurveninneren Ufer verschmolzen worden ist.

### Île Maquerelle oder Île des Cygnes

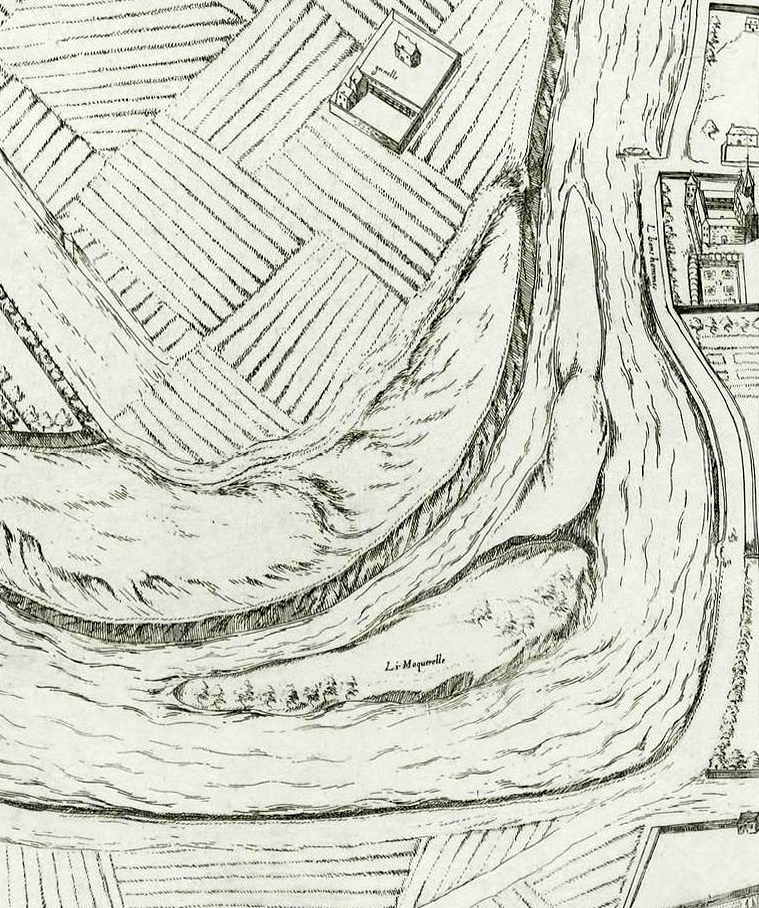
Île Maquerelle – Stadtplan von François Quesnel (1609, Norden ist unten links, flussabwärts ist rechts oben)

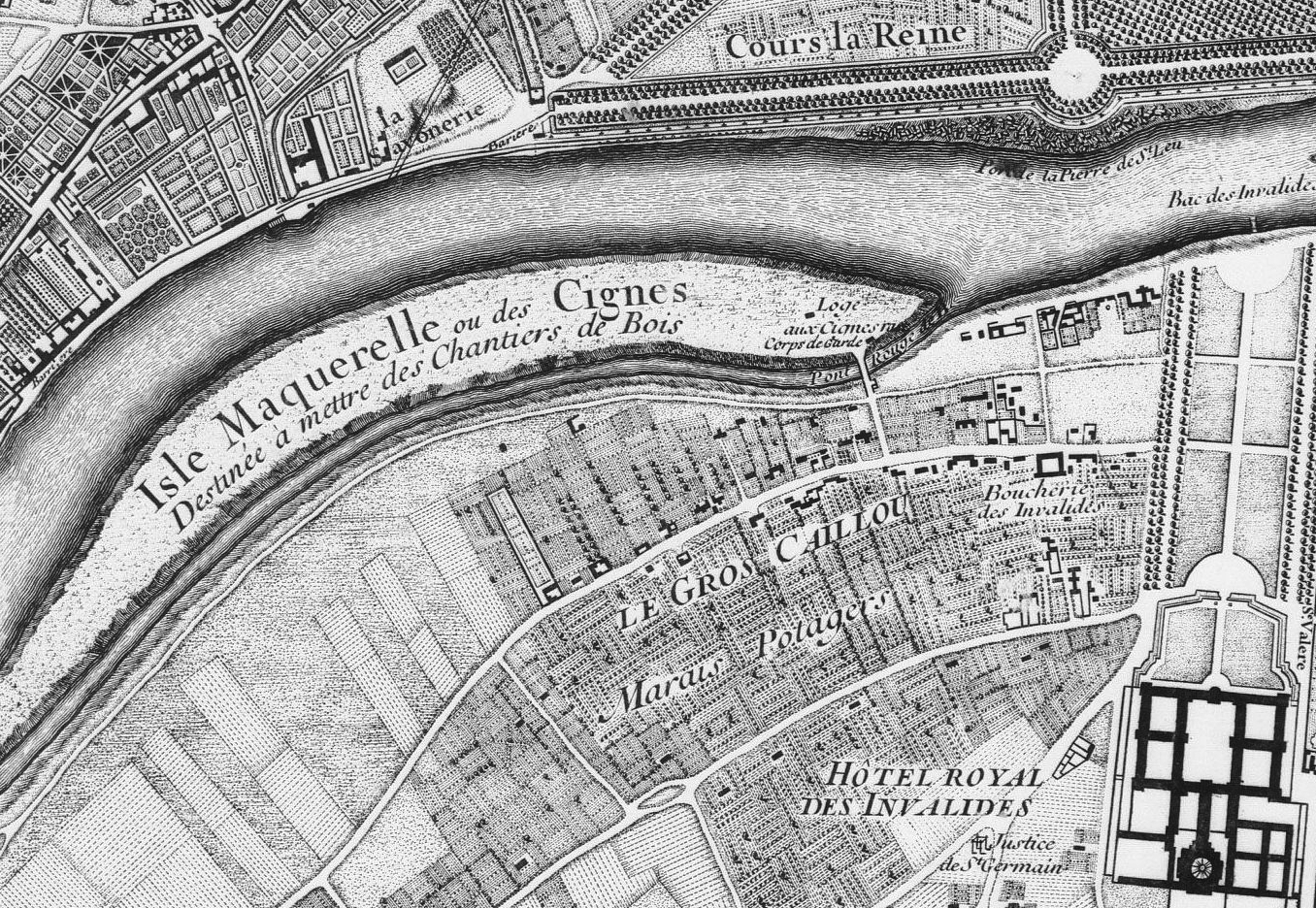
Isle Maquerelle ou des Cignes (1731) – Stadtplan von Seigneur Roussel (Rive Gauche ist unten)

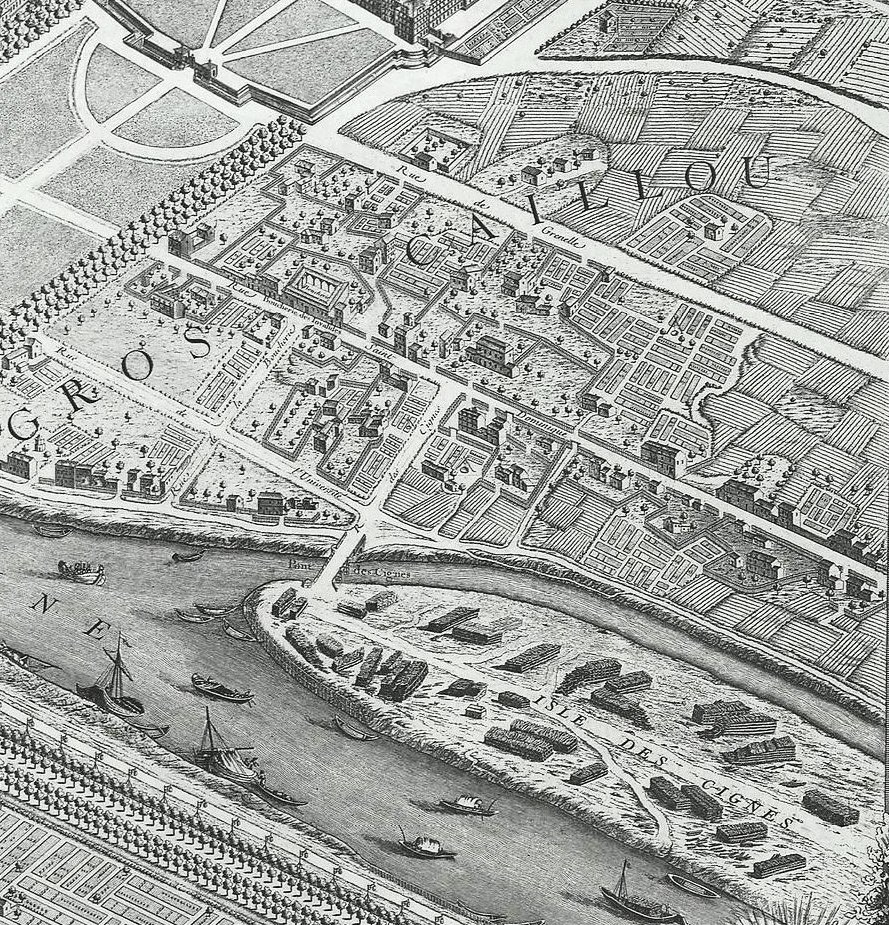
Île des Cygnes – Plan de Turgot von 1739 (Rive Gauche ist oben)

Finanzminister Jean Baptiste Colbert ließ im Auftrage Ludwig XIV. am 16. September 1672 durch den französischen Botschafter in Kopenhagen vierzig eigens aus Dänemark importierte Schwäne ansiedeln, die im Jahr 1674 auf einer am heutigen Pont d’Iéna gelegenen Insel eine neue Heimat fanden. Diese bisher Île Maquerelle genannte Insel diente seit dem 13. Jahrhundert den Bauern von Chaillot („Chailiau“) als Weideland für ihr Vieh. Für ihr Weiderecht (französisch „fermage“) mussten sie im Jahr 1492 bis zu 20 Livres aufbringen, der Mietpreis (französisch „bail de l’herbe“) stieg 1551 auf 27 Livres. Die Insel wurde mit dem Festland erst nach 1609 durch den „Pont Rouge“ verbunden. Nachdem aufgrund einer Verordnung vom 16. Oktober 1676 die Schwäne auf die Insel kamen und die Seine und Paris verschönern sollten, erhielt sie den Namen „Isle des Cignes“ (Schwaneninsel).
Nach dem Tod des Königs übertrug König Ludwig XV. die Insel am 21. März 1722 der Stadt Paris, die sie nun zur Lagerung von Holz und als Schiffswerft nutzte. Die von Seigneur Roussel im Jahr 1731 gezeichnete Karte nennt noch die Alternativnamen „Isle Maquerelle oder des Cignes“ und beschreibt ihren künftigen Zweck, die Holzlager zu ersetzen (französisch „destinée à mettre des chantiers de bois“). Auf dem 1739 veröffentlichten Plan de Turgot ist die „Isle des Cignes“ noch am ursprünglichen Standort verzeichnet, der „Pont rouge“ heißt nun „pont des cignes“. Ein Patent vom 20. Juni 1773 befahl die Verfüllung und Verbindung der Insel mit dem südlichen Seineufer, was zwischen 1786 und 1812 geschah. Seit dem 30. November 1790 betrieben die Brüder Jacques und Augustin Charles Périer für kurze Zeit motorgetriebene Mehlmühlen. Beim Bau der Pont d’Iéna wurde 1812 der letzte Inselteil mit dem Festland verbunden. An der Stelle der ehemaligen Insel befindet sich heute die linksseitige Uferstraße Quai Branly mit dem gleichnamigen Museum.

### Île aux Cygnes

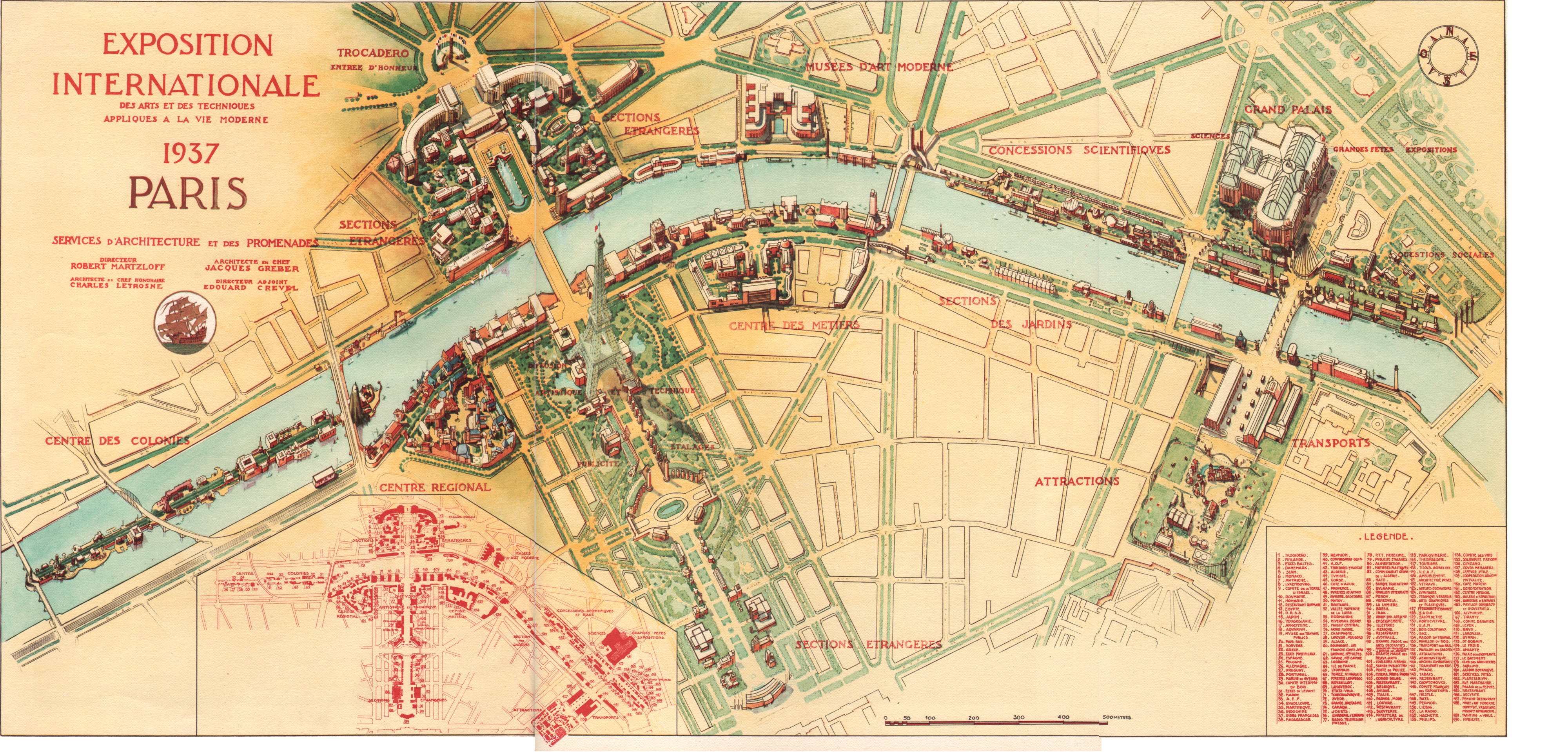
Île aux Cygnes links im Plan von 1937. Die ehemalige Île des Cygnes bildet über der Bildmitte das innere Ufer der Seine-Biegung.

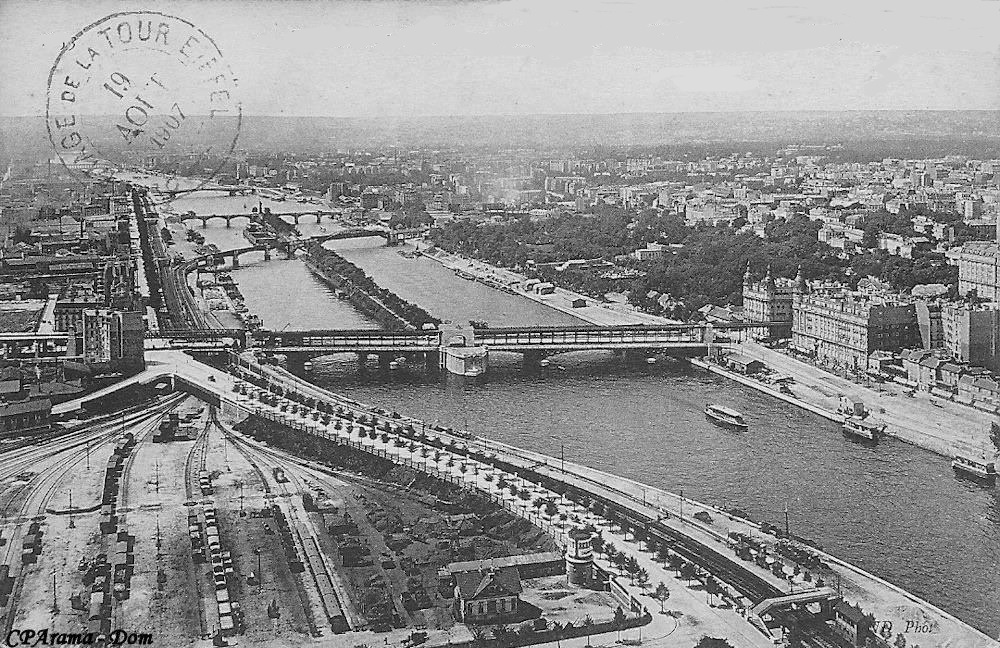
Île aux Cygnes – Postkarte (August 1907)

In der Seine weiter südwestlich wurde vom Konzessionär des Pont de Grenelle 1825 im Zuge des Brückenbaus unterhalb der Brücke eine neue Insel aufgeschüttet, arrondiert und 1827 mit Steinufern befestigt. Sie erhielt von der verschwundenen Insel den Namen Île aux Cygnes. Die am 1. Mai 1827 eröffnete – über die Insel führende – Pont de Grenelle musste wegen Baufälligkeit bereits 1874 durch eine neue Brücke ersetzt werden. In Höhe der Insel ist die Seine 200 Meter breit, die heutige Grenelle-Brücke ist deshalb mit 220 Metern die zweitlängste Seinebrücke nach dem – ebenfalls über die Insel führenden – Pont de Bir-Hakeim (228 Meter) innerhalb von Paris. Im Jahr 1878 entstand die Eisenbrücke Passerelle de Passy, die die Insel mit der Rive Gauche (südliches Seineufer) verband und anlässlich der Pariser Weltausstellung im Mai 1878 eröffnet wurde. An ihre Stelle trat die zwischen Mai 1903 und April 1906 fertiggestellte Pont de Bir-Hakeim; sie überspannt die Insel in einer Breite von 23,50 Metern.
Der Pariser Bildhauer Auguste Bartholdi errichtete am südwestlichen Ende der Insel eine Replik der von ihm 1886 in New York City aufgestellten Freiheitsstatue im Maßstab 1:4 mit einer Höhe von 22 Metern (davon 10,5 Meter Sockel), eingeweiht am 4. Juli 1889 durch den damaligen französischen Staatspräsidenten Marie François Sadi Carnot. Am Einweihungstag feierte Frankreich den hundertsten Jahrestag des Sturms auf die Bastille (14. Juli 1789) und die USA den Unabhängigkeitstag (4. Juli 1776). Der Erbauer Bartholdi protestierte gegen die östliche Ausrichtung der Statue, deshalb drehte man sie im Mai 1937 in Richtung Westen.